# Appenzeller
|  | Per a altres significats, vegeu «Benedictus Appenzeller». |

L'appenzeller o appenzell és un formatge de pasta premsada cuita suís, especialitat dels cantons d'Appenzell (Appenzell Ausser-Rhoden i Appenzell Inner-Rhoden). Es tracta d'un formatge amb base de llet de vaca, de gust intens, fi i característic.

## Història
Es troben traces d'aquest formatge en documents de fa més de 700 anys.

## Elaboració
El medi prealpí intacte i les herbes reputades de la regió afavoreixen l'obtenció d'aquest formatge que forma part del patrimoni de l'appenzell. Es produeix en unes 80 formatgeries dels pobles d'aquests cantons i en una part dels cantons de Sankt Gallen i Turgòvia. El formatge s'afina durant almenys tres mesos. El seu gust potent el rep gràcies al fregament amb una salmorra a base de plantes anomenada sulz, i d'una recepta secreta. Les moles d'Appenzeller pesen entre 6,2 i 8 kg i tenen un diàmetre de 30 a 33 cm. Per obtenir aquestes moles calen uns 80 litres de llet.
Hi ha tres varietats:
- Clàssic : afinat entre 3 i 4 mesos. L'etiqueta és blava i vermella.
- Surchoix : afinat de 4 a 6 mesos, amb un gust més accentuat. L'etiqueta és daurada.
- Extra : afinat entre 6 i 8 mesos. L'etiqueta és negra.

## Comercialització
Es produeixen al voltant de 10 mil tones de formatge a l'any. La meitat s'exporta, majoritàriament a Alemanya i es comercialitza sota la denominació Appenzeller Switzerland per l'Appenzeller Käse.